# Aberdereca
Aberdereca is een geslacht van hooiwagens uit de familie Assamiidae.
De wetenschappelijke naam Aberdereca is voor het eerst geldig gepubliceerd door C.J.Goodnight & M.L.Goodnight in 1959. 

## Soorten
Aberdereca is monotypisch en omvat slechts de volgende soort:
- Aberdereca parva